# Antinoupolis

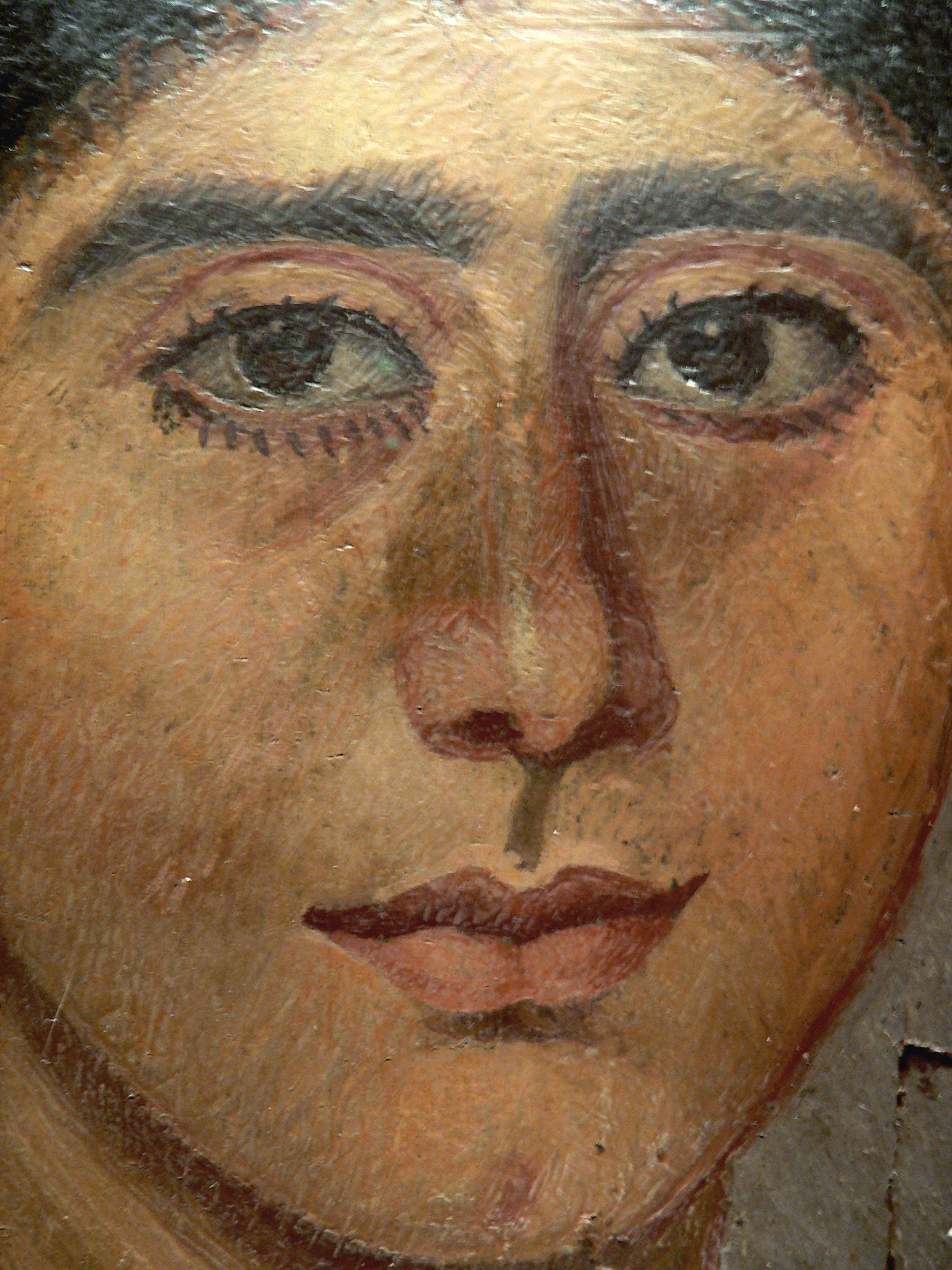
Mumienporträt aus Antinoupolis

Antinoupolis (auch Antinooupolis Ἀντινόου πόλις, Antinoopolis oder Antinoë, beim heutigen Sheikh Ibada) war eine römische Stadt in Ägypten, knapp 300 km südlich von Kairo gelegen auf der Ostseite des Nils, gegenüber von Hermopolis Magna.

## Altes Ägypten
Antinoupolis stand an der Stelle einer älteren Stadt. Ein dortiger Tempel ist von Ramses II. erbaut worden. Die Reste des Tempels geben jedoch keine Auskunft, welcher Gottheit er geweiht war. Allerdings zeigen die Reliefs vielfach den Gott Thot und seltener Chnum. Des Weiteren sind die Grundmauern einer Kapelle von Echnaton entdeckt worden, und einige der dortigen Gräber datieren aus der Ersten Zwischenzeit.

## Römische Neugründung
Der römische Kaiser Hadrian ließ Antinoupolis zu Ehren seines verstorbenen Eromenos Antinoos im Oktober 130 n. Chr. neu gründen. Die Bürger der Stadt besaßen bis ins spätere 3. Jahrhundert zahlreiche Privilegien, darunter die Befreiung von den meisten Abgaben an den römischen Staat. Die Stadt wurde daher schnell zu einer der größten Städte von Oberägypten und war reich mit öffentlichen Gebäuden ausgestattet. Sie hatte einen Stadtplan mit sich rechtwinklig kreuzenden Straßen, von denen die Hauptstraßen mit Kolonnaden dekoriert waren. Es gab ein Hippodrom, mindestens ein Bad mit Marmorbecken, einen Triumphbogen, drei Tempel; zwei von ihnen sind offenbar der Göttin Isis und dem Serapis geweiht gewesen. Die Nekropolen der Stadt erbrachten zahlreiche Mumienporträts. 
2013 wurde bekannt, dass in jüngster Zeit die archäologischen Überreste der römischen Stadt durch illegale Bauten und Raubgrabungen teilweise zerstört worden sind.